# Ahmed Akaïchi
Ahmed Akaïchi (Bizerta, Túnez, 23 de febrero de 1989) es un futbolista tunecino que juega en el Al Ahed de la Primera División de Líbano y en la selección tunecina.

## Selección nacional
Entre los principales logros de Akaïchi, se encuentran el campeonato obtenido en el CHAN 2011 y el consagrarse como goleador de la Copa Africana de Naciones 2015 realizada en Guinea Ecuatorial donde compartió tal logro con otros 4 jugadores.

### Participaciones en torneos internacionales
| Torneo                                  | Sede              | Resultado        |
| --------------------------------------- | ----------------- | ---------------- |
| Copa Africana de Naciones 2010          | Angola            | Primera fase     |
| Campeonato Africano de Naciones de 2011 | Sudán             | Campeón          |
| Copa Africana de Naciones 2015          | Guinea Ecuatorial | Cuartos de final |
| Campeonato Africano de Naciones de 2016 | Ruanda            | Cuartos de final |

## Palmarés

### Campeonatos nacionales
| Título                               | Club            | País           | Año     |
| ------------------------------------ | --------------- | -------------- | ------- |
| Championnat de Ligue Profesionelle 1 | Esperance Tunis | Túnez          | 2013-14 |
| Copa de Arabia Saudita               | Ittihad F. C.   | Arabia Saudita | 2016-17 |

### Campeonatos internacionales
| Título                          | Club (*) | Sede  | Año  |
| ------------------------------- | -------- | ----- | ---- |
| Campeonato Africano de Naciones | Túnez    | Sudán | 2011 |

(*) Incluyendo la selección.

### Distinciones individuales
| Distinción                                   | Año  |
| -------------------------------------------- | ---- |
| Goleador de la Copa Africana de Naciones     | 2015 |
| Goleador del Campeonato Africano de Naciones | 2016 |